# Andy Wallace (racerförare)
Andy Wallace, född den 19 februari 1961 i Oxford, England, är en brittisk racerförare.
Wallace inledde sin karriär 1979. 1986 vann han brittiska F3-mästerskapet. Han har tävlat i sportvagnsracing sedan 1988 och vunnit bland annat Le Mans 24-timmars, Daytona 24-timmars och Sebring 12-timmars.
Wallace körde den McLaren F1 som 1998 satte hastighetsrekord för produktionsbilar, med 386,5 km/h.
De senaste åren har Wallace kört American Le Mans Series och Rolex Sports Car Series.